# 土田将雄
土田 将雄（つちだ まさお、1923年1月16日 - 2018年10月26日）は、日本の国文学者、イエズス会司祭。上智大学元学長・名誉教授、藤女子大学元学長。専門は日本中世文学、特に細川幽斎。

## 経歴・人物
東京市芝区新堀町（現・東京都港区）生まれ。旧制芝中学校を経て、1943年慶應義塾大学経済学部入学。しかし戦況の悪化のため、同年横須賀第二海兵団に入り、1945年9月海軍中尉。
第二次世界大戦後は復学し、1946年イエズス会に入会する。1947年慶應義塾大学経済学部を卒業。1952年上智大学文学部哲学科卒業。1954年同大学大学院哲学研究科修士課程修了。1956年、司祭に叙階。1957年同大学大学院神学研究科修士課程修了。1958年から1959年にかけてフランス、イギリス、アイルランドに学ぶ。1959年、上智大学講師。1965年慶應義塾大学大学院文学研究科国文学専攻博士課程退学。1966年社会福祉専修学校長。1967年上智大助教授、1969年同教授。1979年から1985年まで、同大学文学部長。1987年から1993年まで上智大学学長。1990年「細川幽斎の研究」で慶應義塾大学文学博士号を取得。1993年-1997年藤女子大学学長。1988年聖母大学理事。
2018年10月26日、老衰のため95歳で死去。

## 受賞・栄典
- 2008年：瑞宝重光章受章[4][5]。

## 著書
- 『細川幽斎の研究』笠間書院 1976
- 『続・細川幽斎の研究』笠間書院 1994

### 編纂
- 細川幽斎『衆妙集』編および翻刻 古典文庫 1969
- 『細川玄旨集』編 古典文庫 1986
- 『細川幽斎聞書』編 古典文庫 1987
- 『綿考輯録 第4-6巻 忠利公』編 出水神社 1989-1990
- 『綿考輯録 第7巻 光尚公』編 出水神社 汲古書院　1991

### 監修
- 『宣教師マザーテレサの生涯 スコピエからカルカッタへ』監修 工藤裕美,シリル・ヴェリヤト共著 上智大学出版 2007
- 工藤朋子『マザーテレサの子と呼ばれて』山口雅稔共監修 聖母の騎士社 2010

## 論文
- 土田将雄